# Alfred Gettins
Alfred G. Gettins (tháng 7 năm 1886 – 1949) là một cầu thủ bóng đá người Anh thi đấu cho Bolton Wanderers, Blackpool, Luton Town, Queens Park Rangers, Aston Villa, Brighton & Hove Albion, Fulham, Portsmouth, Partick Thistle và Dumbarton.